# IAC Group Czech

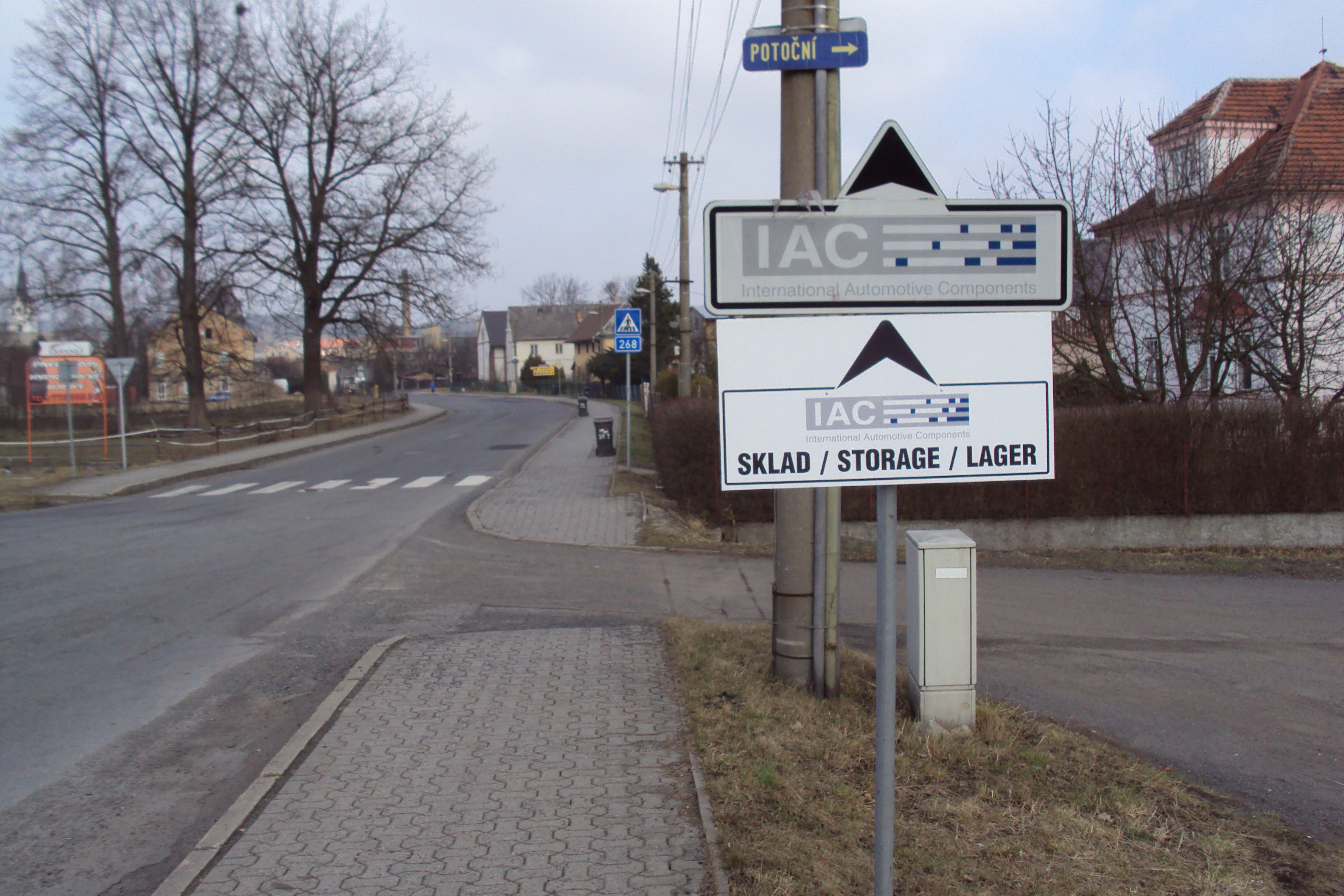
Směrovka k IAC v Zákupech

International Automotive Components Group s.r.o. je firma podnikající v automobilovém průmyslu. Je českou pobočkou americké mezinárodní firmy IAC (International Automotive Components), která má továrny v mnoha zemích Evropy a záměr dále expandovat.[zdroj?]

## Evropská centrála
IAC má své pobočky v Belgii, Nizozemsku, Velké Británii, Slovensku,Německu, Polsku, Španělsku a Česku. V lednu 2011 firma oznámila úmysl expandovat do Rumunska.

## Předmět podnikání
V továrnách se vyrábí zvukově izolační díly (sedadla, desky, nádrže, části karosérií) pro automobilový průmysl.[zdroj?]

## České filiálky

### Centrála Přeštice
V Plzeňském kraji má firma svou centrálu v Přešticích, v Husově ulici

### Pobočka Zákupy
Na konci Nových Zákup ve městě Zákupy firma převzala kompletní areál i výrobní program předchozí firmy Vest-Izol a.s., zaregistrovala se 1. prosince 2006 u rejstříkového soudu v Ústí nad Labem jako s.r.o a poté u daňového úřadu v České Lípě pod IČ 27619800 s adresou Nové Zákupy 528. Je největším zaměstnavatelem ve městě.[zdroj?]

#### Nové stavby
Počátkem roku 2015 oznámil nový ředitel pobočky, že v areálu vyroste velké logistické centrum a počet zaměstnanců přesáhne 1200 lidí. Stavbu provádí společnost CTP Ivest a přinesla obyvatelům sídliště velké problémy, protože všechna auta zaměstnanců dříve parkující uvnitř areálu zablokovala okolní ulice i další plochy. Koncem března 2016 pak zjistily kontrolní orgány, že část haly byla postavena bez potřebného stavebního povolení.

#### Různé události v zákupské pobočce
V únoru 2013 došlo k menšímu požáru v hale s materiálem pro výrobu, který hasilo několik požárních jednotek. Další menší požár byl zaznamenán v listopadu 2014. Časté menší požáry jsou u takového druhu výroby obvyklé.

### Pobočka Hrušky
Druhá z českých poboček je v Hruškách, Břeclavská 689, 691 56 Hrušky.[zdroj?]